# Хоткевич Галина Гнатівна
Гали́на Гна́тівна Хотке́вич (2 червня 1929, смт Високий, Харківський район, Харківська область — 26 лютого 2010, Ґренобль, Франція) — українська писанкарка у Франції, популяризаторка життя та творчості свого батька — українського письменника, музиканта та громадсько-політичного діяча Гната Хоткевича (була його наймолодшою донькою).
Дружина о. Олександра Козакевича, священика Української Автокефальної Православної Церкви у Франції.

## Біографічні відомості
Народилася 2 червня 1929 у селищі Високий неподалік Харкова.
Не лише писала писанки, але й популяризувала їх через виставки та видавництво листівок з їх зображенням.
Наприкінці грудня 2009 Галину Хоткевич було доправлено до шпиталю, де вона і померла наприкінці лютого 2010.

## Культурна робота
З її ініціативи, колишній будинок Гната Хоткевича, конфіскований по його арешті (1938), був повернутий під музей його імені, започатковано у Харкові Міжнародний конкурс виконавців на українських музичних народних інструментах, засновано Фонд національно-культурних ініціатив імені Гната Хоткевича. Зусиллями Галини Хоткевич, у карпатському селі Криворівня відновлено пам'ять про її батька, який прожив там кілька років.
Галина Хоткевич започаткувала видання творів свого батька, заборонених за радянської влади.
Любов до музики і цікаівість  щодо її впливу на розвиток людини стали підгрунтям проствітницької діяльності Галини Хоткевич у Греноблі серед вагітних жінок, яких вона вчила співати колискові пісні різних народів. Галина Хоткевич у 1984 році записала аудіокасету з колисковими піснями  "Berceuses du monde" (Колискові світу) і видала до неї  додаток - книжку з текстами. Найбільша кількість серед них була саме українських колискових. 
Авторське зібрання писанок заповіла перевезти в Україну, в будинок-музей свого батька на Харківщині.